# Radiance

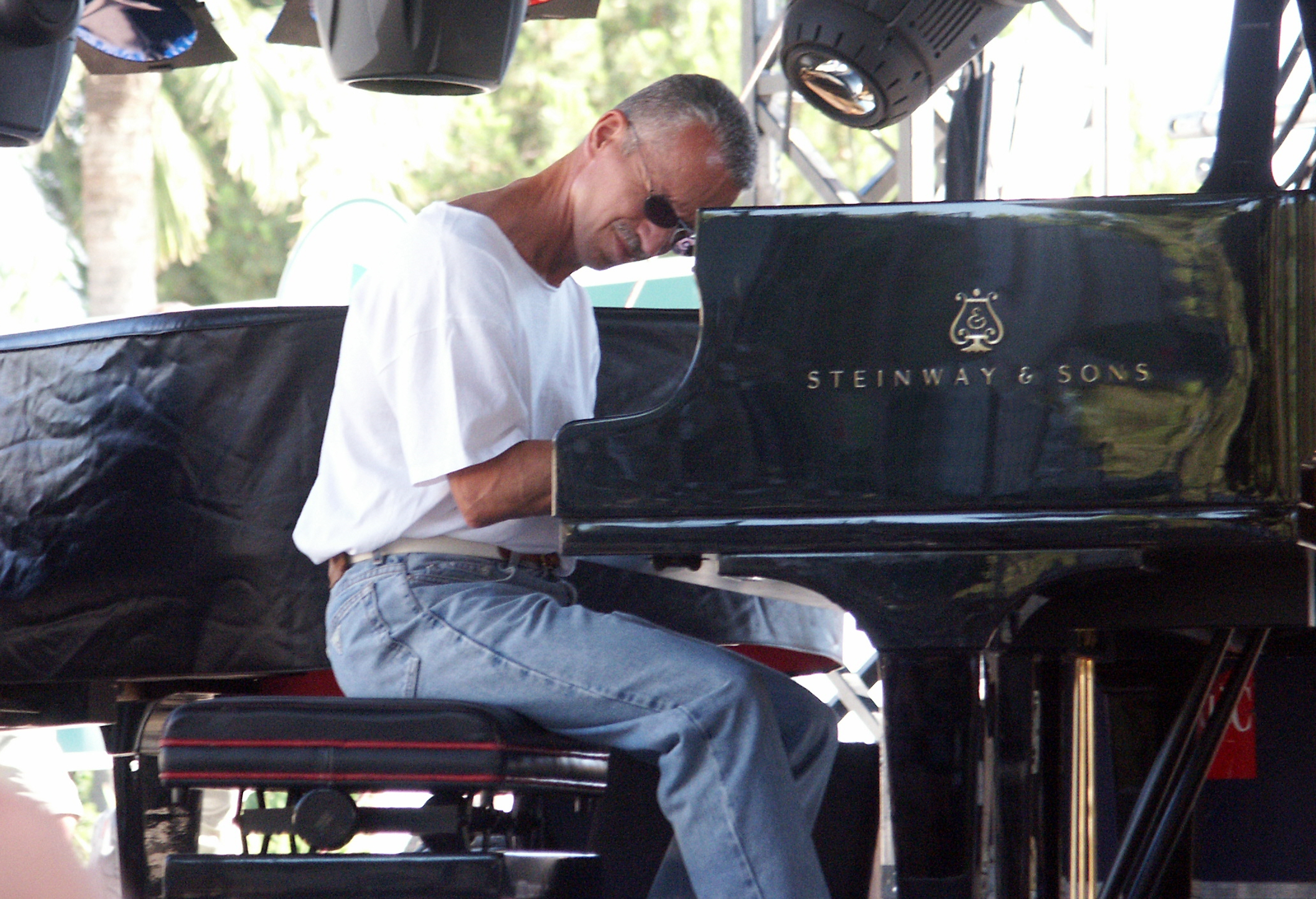
Keith Jarrett (2003)

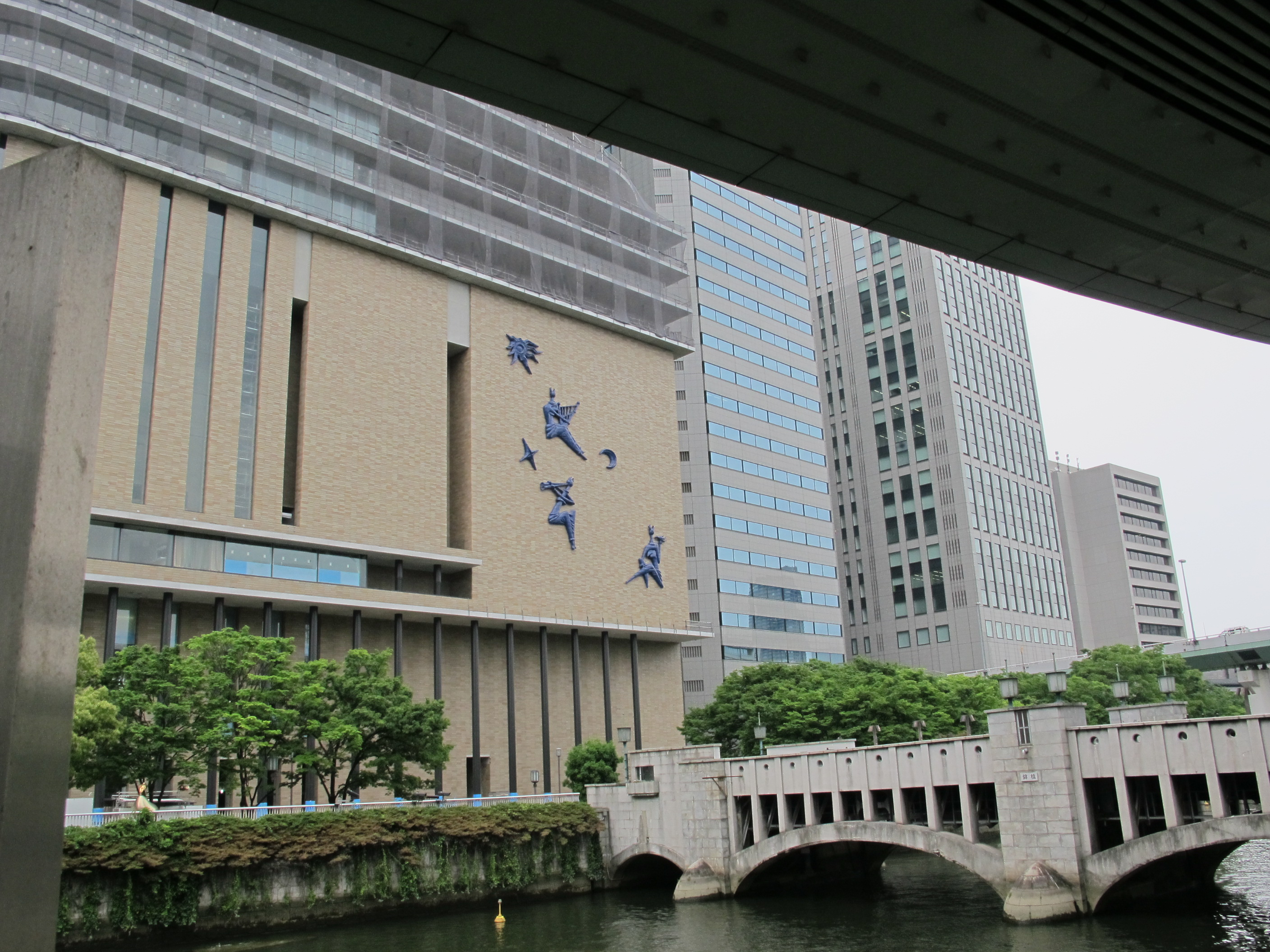
Am 27. Oktober 2002 spielte Keith Jarrett in der Osaka Festival Hall

Radiance ist ein 2005 bei ECM Records veröffentlichtes Soloalbum des US-amerikanischen Pianisten Keith Jarrett.

## Das Album
Das Album enthält Mitschnitte zweier Solokonzerte des Pianisten, die am 27. Oktober 2002 in der Osaka Festival Hall, Osaka, und am 30. Oktober 2002 in der Metropolitan Festival Hall, Tokio, aufgenommen wurden. Insgesamt hat das Album siebzehn Titel, verteilt auf 2 CDs. Die ersten 13 Titel geben das komplette Solokonzert in Osaka wieder, die letzten 4 Titel stammen vom Solokonzert in Tokio. Bei den beiden Konzerten „strebte Keith Jarrett, wie er in seinen Anmerkungen hervorhebt, … einen gänzlich anderen Formverlauf an als in seinen früheren Konzerten. Während sich die Bögen dort mitunter auf mehr als eine Stunde ausdehnten, improvisiert er in Radiance … in knapperen Abschnitten. Der längste dauert etwas mehr als 13 Minuten, der kürzeste anderthalb. In ihrer Abfolge verbinden sie sich zu einer locker gefügten Suite.“
Es gibt viele Versuche den musikalischen Inhalt des Albums in Worte zu fassen. Die wohl treffendste Beschreibung hat Wolfgang Sandner in seiner Jarrett-Biografie geliefert: „Radiance … entwickelt zunächst eine irritierend abstrakte Klangsprache mit freien harmonischen Fortschreitungen, kaum einem motivischen Fixpunkt und dramatischen Steigerungsmomenten. Nach wenigen Minuten ist das Glasperlenspiel beendet, und es eröffnen sich die mächtigen Klangräume, wie man sie von Jarrett kennt. Die ganze Aufnahme wirkt in ihrer Dichte, ihrer rigorosen pianistischen Ausführung, ihrer Vielgestaltigkeit mehr noch als die meisten früheren Aufnahmen wie ein Kompendium des zeitgenössischen Klavierspiels. Wer Werke von Debussy und Skrjabin hören möchte, die Debussy und Skrjabin nie komponiert haben, wer in Cecil Taylors Stakkato-Kaskaden bisher den melodischen Kern vermisst hat, wer bedauert, dass Bill Evans schon gestorben ist und Lennie Tristano nur einen Mambo und ein Requiem auf Charlie Parker geschrieben hat, wer hören möchte, wie man einen Dreiklang durch alle Tonarten dekliniert, wer glaubt, dass Prokofjews mächtiger Klavierton immer noch steigerungsfähig ist, wer wissen möchte, was überhaupt auf dem Klavier noch an Ausdruck möglich ist, wer den lyrischen Jazz-Tonfall so sehr schätzt wie den Drive des Swing, wer sich in Trance versetzen möchte durch die Wiederholungsrituale eines linkshändigen Riffs, über den sich die nie verebbende Flut minimalistischer Klangveränderungen ergießt – wer das alles und vielleicht noch mehr möchte, der wird fündig in Radiance, das zudem auch ein Kompendium des Jarrett’schen Kosmos ist.“
Radiance ist das erste Album mit Solo-Improvisationen des Künstlers seit sieben Jahren, seit der Aufnahme seines Konzertes in der Mailänder Scala am 13. Februar 1995, das auf dem Album „La Scala“ (ECM, 1997) veröffentlicht wurde. Keith Jarrett war Mitte der 1990er Jahre am Chronischen Fatigue-Syndrom erkrankt und musste für zwei bis drei Jahre auf jegliche Konzerttätigkeit verzichten. Erst mit dem 1998 in seinem privaten Musikstudio aufgenommenen Soloalbum „The Melody at Night, with You“ (1998, ECM) meldete er sich bei seiner Hörerschaft zurück. Erst ab 1999 trat er wieder öffentlich auf, gemeinsam mit Gary Peacock und Jack DeJohnette, seinem Standards Trio. Hiervon zeugen die Alben „Whisper Not“ (ECM, 2000), „Inside Out“ (ECM, 2001), „Always Let Me Go“ (ECM, 2002), „Yesterdays“ (ECM, 2009), „The Out-of-Towners“ (ECM, 2004) und „Up For It“ (ECM, 2003). Und erst ab Herbst 1999 traute sich Keith Jarrett dann auch wieder Solokonzerte zu und gab zwei Konzerte in Japan. Es vergehen aber noch weitere drei Jahre, bis er mit seinen Konzerten in Osaka und Tokio in 2002 zu neuer Form aufläuft, und noch einmal zweieinhalb Jahre, bis ECM Records das Album „Radiance“ kurz vor seinem 60. Geburtstag veröffentlicht.
Das Konzert in Tokio am 30. Oktober 2002 ist gleichzeitig das 150. Konzert von Keith Jarrett in Japan. Das japanische Musiklabel Videoarts Music hat von diesem Konzert das Video „Keith Jarrett – Tokyo Solo 2002: The 150th Concert In Japan“ herausgebracht.
Nach Radiance dauerte es dann wieder vier Jahre bis zum nächsten Album mit Soloimprovisationen des Künstlers; 2006 veröffentlichte ECM das Album „The Carnegie Hall Concert“, das Keith Jarrett am 26. September 2005 in der Carnegie Hall gegeben hatte.

## Die Mitwirkenden

### Der Musiker und sein Instrument
- Keith Jarrett – Piano

### Der Produktionsstab
- Sascha Kleis – Design
- Martin Pearson – Aufnahmetechnik
- Yoshihiro Suzuki – Assistent
- Peter Neusser – Coverfoto
- Junichi Hirayama – Fotos des Beiheftes
- Manfred Eicher – Produzent

## Die Titelliste
1. „Radiance, Part 1“ – 12:18
2. „Radiance, Part 2“ – 8:53
3. „Radiance, Part 3“ – 5:58
4. „Radiance, Part 4“ – 1:33
5. „Radiance, Part 5“ – 10:58
6. „Radiance, Part 6“ – 8:00
7. „Radiance, Part 7“ – 9:51
8. „Radiance, Part 8“ – 5:25
9. „Radiance, Part 9“ – 6:11
10. „Radiance, Part 10“ – 13:55
11. „Radiance, Part 11“ – 1:40
12. „Radiance, Part 12“ – 7:06
13. „Radiance, Part 13“ – 5:58
14. „Radiance, Part 14“ – 14:04
15. „Radiance, Part 15“ – 10:03
16. „Radiance, Part 16“ – 3:23
17. „Radiance, Part 17“ – 14:12

Alle Kompositionen stammen von Keith Jarrett.

## Die Rezeption
Die Rezeption des Albums in den deutschsprachigen Medien ist fast durchgängig positiv. So schreibt zum Beispiel Manfred Papst in der Neue Zürcher Zeitung am Sonntag: „Jarretts neueste, 2002 in Japan entstandene Liveaufnahmen … sind eine Überraschung. Diesmal hören wir nicht ein endloses Band von Assoziationen, sondern 17 kürzere, fest umgrenzte Stücke von 1 bis 14 Minuten Länge, deren Spektrum von Inventionen in der Manier moderner E-Musik über liedhafte Formen bis zu Ragtime, Bebop und Gospel-Groove reicht. Die Intensität ist hoch, die Virtuosität stupend.“ Und Konrad Heidkamp fragt in Die Zeit: „Was bleibt zu sagen, nach mehr als 20 Solokonzerten auf CD, nach 100 Platten, nach einem Werkverzeichnis, das von Bach bis Schostakowitsch, vom Basin Street Blues bis zur freien Improvisation reicht, von Charles Lloyd bis Jan Garbarek? … Radiance kann man als eine späte Zugabe hören, ein grandioses zweistündiges Encore. Inspiriert, vom selbst auferlegten Druck erlöst, widmet sich der Musiker allein dem Kern. Dann, wenn alles gesagt, gehört und geliebt wurde, dann kommen jene Momente, die sich von selbst ergeben, beinahe beiläufig, scheinbar unabsichtlich in ihrer Schönheit.“ Einzig Kulturnews findet kritische Worte: „So gut und schön Jarrett auch spielt, ganz froh werden bei dieser Musik wohl nur einfachere Gemüter auf beiden Seiten jenes Grabens, der Jazz und Klassik trennt. Auf 140 Minuten wird das Erbe von Schumann, Grieg, Orff & Co. gedehnt. Und das, was diese in vergleichsweise kurzen Stücken wohlüberlegt ausdrückten, bläht sich unversehens zu Klaviersinfonien auf, die, verglichen mit fortgeschrittenen Jazz-Improvisationen, harmonisch meist auf der Stelle treten und rhythmisch, gemessen am hervorragenden Jazzer Jarrett, meist mit bisslosen Ostinati die Rhythmusgruppe ersetzen. Jazz-Zahnersatz für romantisch veranlagte Klassikhörer.“
Ausschließlich positiv reagieren die internationalen Medien. In der Besprechung bei Allmusic durch Thom Jurek erhält das Album 4,5 von 5 Sternen mit der Begründung: „Sein Verlauf ist ergreifend und ausgesprochen bezaubernd und markiert eine neue Phase seiner Solokonzerte, die bei jedem aufgeschlossenen Hörer, der an improvisierter Musik interessiert ist, großes Interesse hervorrufen wird.“ Auch in der Besprechung von John Kelman für All About Jazz wird das Album gelobt und erhält 4,5 von 5 Sternen. In der Begründung heißt es: „Radiance ist nicht nur eine Rückkehr zur alten Form; es ist schon jetzt ein Klassiker der Solo-Improvisation, die unter den stärksten Arbeiten Jarretts rangiert.“ Der Penguin Guide to Jazz vergab sogar 4 von 4 Sternen.